# Archidiecezja kartagińska
Archidiecezja kartagińska (łac. Archidioecesis Carthaginensis) – historyczna rzymskokatolicka archidiecezja ze stolicą w Kartaginie, w dzisiejszej Tunezji. Obecnie archidiecezja tytularna nieobsadzona od 1979.

## Sufraganie
Sufraganiami archidiecezji kartagińskiej za czasów rzymskich były m.in.:
- Abbir Maius
- Abbir Germaniciana
- Ausana
- Avissa
- Beneventum
- Bulla Regia
- Clypia
- Furnos Minor
- Megalopolis in Proconsulari
- Suas
- Taddua
- Tagarata

## Historia
Dokładna data powstania diecezji kartagińskiej nie jest znana, lecz pewne jest, że istniała już za czasów prześladowań chrześcijan. W tym okresie na stolicy biskupiej zasiadał najbardziej znany biskup kartagiński św. Cyprian z Kartaginy (zmarł w 258). Nie jest również znany rok promowania diecezji do godności arcybiskupstwa. U schyłku panowania Rzymian Kartagina stała się ośrodkiem silnie rozprzestrzeniającego się w północnej Afryce chrześcijaństwa.
Kres chrześcijaństwu na tych terenach przyniósł podbój północnej Afryki przez Arabów i zdobycie miasta w 697 przez arabskiego wodza Hasana Ibn Numana.
W następnych wiekach Kartagina była archidiecezją tytularną. Pierwszy wymieniany przez portal Catholic-Hierarchy arcybiskup tytularny Kartaginy to Diego Requeséns - arcybiskup ad personam diecezji Mazara del Vallo.
10 listopada 1884 papież Leon XIII przywrócił archidiecezję kartagińską. Powstała ona w miejsce wikariatu apostolskiego Tunisu. Przetrwała ona do 9 lipca 1964, kiedy to papież Paweł VI ją zlikwidował ustanawiając w jej miejsce prałaturę terytorialną Tunisu (obecnie archidiecezja Tunisu).
Po likwidacji arcybiskupstwo kartagińskie ponownie zostało stolicą tytularną.

## Arcybiskupi kartagińscy

### Ordynariusze 1884 - 1964
Wszyscy arcybiskupi w tym okresie byli Francuzami.
- kard. Charles Lavigerie (10 listopada 1884 - 25 listopada 1892)
- Barthélemy Clément Combes (15/16 czerwca 1893 - 20 lutego 1922) od 22 stycznia 1909 również arcybiskup algierski)
- Alexis Lemaître MAfr (20 lutego 1922 - 16 maja 1939)
- Charles-Albert Gounot CM (16 maja 1939 - 20 czerwca 1953)
- Paul-Marie-Maurice Perrin (29 października 1953 - 9 lipca 1964) następnie mianowany prałatem terytorialnym Tunisu

### Arcybiskupi tytularni po 1964
- Agostino Casaroli (4 lipca 1967 - 30 czerwca 1979)